# Чанє
Чанє (словен. Čanje) — поселення в общині Севниця, Споднєпосавський регіон, Словенія. Висота над рівнем моря: 246,1 м.